# Notació d'índex abstracte
La notació d'índex abstracte (també coneguda com a notació d'índex de nom de ranura) és una notació matemàtica per a tensors i espinors que utilitza índexs per indicar els seus tipus, en lloc dels seus components en una base particular. Els índexs són mers marcadors de posició, no relacionats amb cap base i, en particular, no són numèrics. Per tant, no s'ha de confondre amb el càlcul de Ricci. La notació va ser introduïda per Roger Penrose com una manera d'utilitzar els aspectes formals de la convenció de suma d'Einstein per compensar la dificultat de descriure les contraccions i la diferenciació covariant en la notació tensoral abstracta moderna, tot preservant la covariància explícita de les expressions implicades.
Deixar {\displaystyle V} ser un espai vectorial, i {\displaystyle V^{*}} el seu doble espai. Considereu, per exemple, un tensor covariant d'ordre 2 {\displaystyle h\in V^{*}\otimes V^{*}}. Aleshores {\displaystyle h} es pot identificar amb una forma bilineal {\displaystyle V}. En altres paraules, és una funció de dos arguments a {\displaystyle V} que es pot representar com un parell de ranures:
{\displaystyle h=h(-,-).}
La notació d'índex abstracte és només un etiquetatge de les ranures amb lletres llatines, que no tenen cap significat a part de la seva designació com a etiquetes de les ranures (és a dir, no són numèriques):
{\displaystyle h=h_{ab}.}
Una contracció del tensor (o traça) entre dos tensors es representa per la repetició d'una etiqueta d'índex, on una etiqueta és contravariant (un índex superior corresponent al factor {\displaystyle V}) i una etiqueta és covariant (un índex inferior corresponent al factor {\displaystyle V^{*}}). Així, per exemple,
{\displaystyle {t_{ab}}^{b}}
és la traça d'un tensor {\displaystyle t={t_{ab}}^{c}} en els seus dos últims espais. Aquesta manera de representar les contraccions del tensor mitjançant índexs repetits és formalment similar a la convenció de suma d'Einstein. No obstant això, com que els índexs no són numèrics, no implica una suma: més aviat correspon a l'operació de traça independent de la base abstracta (o aparellament natural) entre factors tensorals de tipus {\displaystyle V} i els de tipus {\displaystyle V^{*}}.